# Guigues VIII de Vienne
Guigues VIII de Vienne o Guigues VIII de La Tour du Pin (1309 - 28 de julio de 1333) fue un noble francés, delfín de Vienne desde 1318 hasta su muerte. Era el hijo mayor de Juan II de La Tour du Pin, delfín de Vienne, y de Beatriz de Hungría, sobrino por lo tanto de la reina francesa Clemencia de Hungría.

## Carrera
Con sólo nueve años de edad quedó huérfano de padre, a quien sucedió bajo la regencia de su tío Henri Gauphin, el obispo-electo de Metz, cargo que ejerció hasta 1323.
Caballero y combatiente par excellence, en 1325, a los dieciséis años de edad tomó Varey, cerca de Pont d'Ain, en una batalla brillante contra los saboyanos. Las crónicas contemporáneas dicen que "l'ost de Savoye fut bellement desconfit." Desde esa fecha hasta su muerte, Guigues mantuvo un conflicto constante con sus vecinos saboyanos.
La influencia francesa se vio reforzada durante su reinado, especialmente por su matrimonio. Prometido el 18 de junio de 1316 en Lyon a Isabel de Francia, tercera hija de Felipe V, se casó con ella en Dole el 17 de mayo de 1323. En 1328, en la batalla de Cassel, Felipe VI confió a Guigues el mando del Séptimo Cuerpo, con sus doce estandartes. En la batalla los burgueses flamencos fueron aplastados por la caballería francesa. Por su valor, Guigues fue premiado con la Maison aux Piliers en Grève, París.
Guigues fue asesinado mientras asediaba el castillo saboyano de La Perrière en 1333. Murió sin herederos, por lo que lo sucedió en el Delfinado su hermano Humberto II. Fue enterrado en Saint-André de Grenoble.